# 謝芳 (天順進士)
謝芳（1432年—？），字景昌，武功中衛人，明朝政治人物。進士出身。

## 生平
順天府鄉試第一百三十三名。天順元年（1457年）丁丑科會試第十九名，殿試登進士第二甲第三十九名。

## 家族
曾祖謝貴□。祖父謝覺定。父亲謝信。